# 稲田利徳
稲田 利徳（いなだ としのり、1940年〈昭和15年〉6月 - ）は、日本の国文学者。専攻は中世文学。学位は、文学博士（広島大学・1979年）（学位論文「正徹の研究 中世歌人研究」）。岡山大学名誉教授。

## 経歴
愛媛県生まれ。1963年広島大学文学部国文科卒。1968年同大学院文学研究科博士課程単位取得満期退学。1976年日本古典文学会賞受賞、1979年「正徹の研究 中世歌人研究」で広島大学より文学博士の学位を取得。広島大文学部助手、岡山大学教育学部助教授、教授、2005年定年退任、名誉教授。2005年『西行の和歌の世界』で角川源義賞受賞。2020年、瑞宝中綬章受章。

## 著書
- 『正徹の研究 中世歌人研究』笠間書院、1978
- 『和歌四天王の研究 頓阿・兼好・浄弁・慶運』笠間書院、1999
- 『古典名作リーディング 徒然草』貴重本刊行会、2001
- 『西行の和歌の世界』笠間書院、2004
- 『徒然草論』笠間書院、2008
- 『人が走るとき 古典のなかの日本人と言葉』笠間書院、2010

### 共編著
- 『兼好法師全歌集総索引』稲田浩子共編、和泉書院、1983
- 『中世文学の世界』佐藤恒雄、三村晃功共編、世界思想社、1984
- 『方丈記・徒然草』山崎正和共著、新潮社、新潮古典文学アルバム、1990

### 校注
- 『日本の文学 古典編 徒然草』校注・訳、ほるぷ出版、1986
- 『新編日本古典文学全集 48 (中世日記紀行集)』道行きぶり・なぐさみ草・覧富士記 九州の道の記 校注・訳、小学館、1994